# Panton Makmur (Krueng Sabee)
Panton Makmur is een bestuurslaag in het regentschap Aceh Jaya van de provincie Atjeh, Indonesië. Panton Makmur telt 610 inwoners (volkstelling 2010).